# Cây của sự sống (Bahrain)

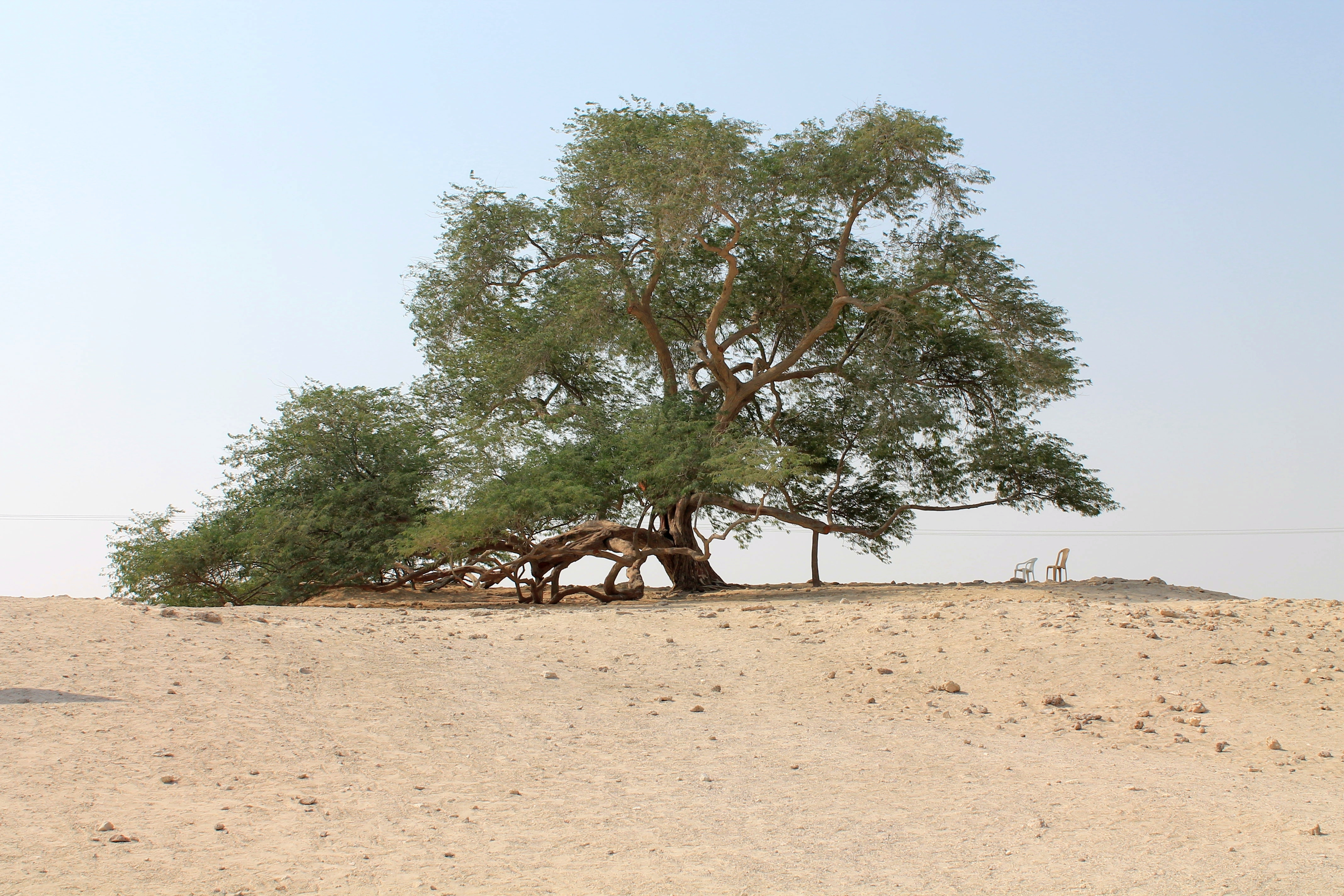
Cây của sự sống

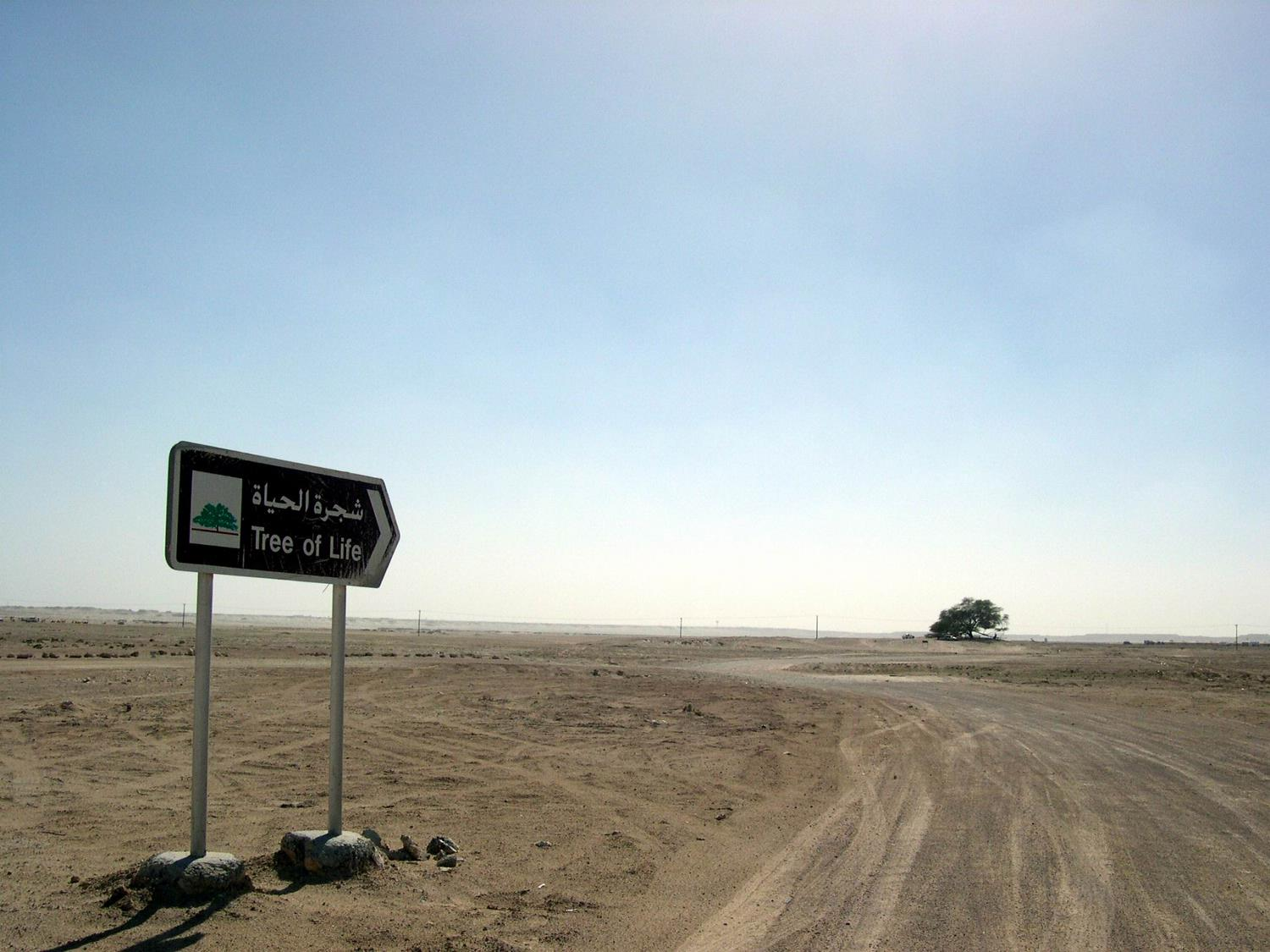
Đường tới Tree of Life

Cây của sự sống (tiếng Anh:Tree of Life, chuyển tự của tiếng địa phương: Shajarat-al-Hayat) ở Bahrain là một cây Prosopis cineraria cao 9,75 mét (32 feet), cây hơn 400 tuổi. Nó nằm trên một ngọn đồi trong một khu vực khô cằn của Hoang mạc Ả Rập, khoảng cách 2 km (1,2 dặm) từ núi Khói, điểm cao nhất ở Bahrain, và 40 km từ Manama - thành phố lớn nhất Bahrain.
Cây được phủ đầy lá xanh, do tuổi hàng trăm năm của nó và thực tế nó là cây có kích thước lớn duy nhất sinh trưởng trong khu vực, vị trí cây trở thành một địa điểm du lịch địa phương và được viếng thăm bởi khoảng 50.000 người mỗi năm. Loại cây này có nhựa màu vàng được sử dụng để làm nến, chất thơm và kẹo cao su; hạt được chế biến thành các món ăn, mứt và rượu vang.
Không rõ như thế nào cây sống sót vì Bahrain có ít hoặc không có mưa trong suốt cả năm. Rễ của nó sâu 50 mét do đó có thể đủ để tiếp cận nguồn nước ngầm. Nhiều người lý giải rằng cây đã thích nghi khô hạn bằng cách hút ẩm từ cát. Một vài người cho rằng cây được bảo vệ bởi Enki, một vị thần của nước trong tôn giáo Babylon và Sumer. Những người khác cho rằng vị trí cây đang đứng nằm trong khu vườn đã từng là Vườn Địa đàng, và do đó có một nguồn nước thần bí.
Vào 2009, cây được đề cử trong Bảy Kì quan Thiên nhiên Mới của Thế giới.
Vào tháng 10 năm 2010, các nhà khảo cổ đã khai quật đồ gốm có 500 năm tuổi và các đồ tạo tác khác trong vùng lân cận của cây. Một phân tích đất và phân tích vòng cây để tính tuổi được tiến hành vào những năm 1990 đã kết luận rằng cây này được trồng vào năm 1582.
Cây được đề cập trong bộ phim năm 1991 LA Story, nơi Steve Martin gọi nó là một trong những nơi huyền bí nhất trên Trái Đất.